# Topczyno
Topczyno (ukr. Топчино) – wieś na Ukrainie, w obwodzie zakarpackim, w rejonie tiaczowskim.
Miejscowość etnicznie rumuńska. W 2001 liczyła 2238 mieszkańców, spośród których 10 wskazało jako ojczysty język ukraiński, 7 rosyjski, 1 mołdawski, 2217 rumuński, 1 polski, a 2 inny.